# Grande Prêmio da Austrália de Motovelocidade de 2007
O Grande Prêmio da Austrália de 2007 foi a décima sexta etapa do mundial de MotoGP de 2007. Aconteceu no final de semana de 12 à 14 de Outubro no Phillip Island Grand Prix Circuit.

## MotoGP
| Pos | Grid | País | Piloto           | Moto     | Voltas | Tempo      |
| --- | ---- | ---- | ---------------- | -------- | ------ | ---------- |
| 1   | 3    |      | Casey Stoner     | Ducati   | 27     | 41:12.244s |
| 2   | 5    |      | Loris Capirossi  | Ducati   | 27     | +6.763s    |
| 3   | 2    |      | Valentino Rossi  | Yamaha   | 27     | +10.038s   |
| 4   | 1    |      | Dani Pedrosa     | Honda    | 27     | +11.663s   |
| 5   | 7    |      | Alex Barros      | Ducati   | 27     | +19.475s   |
| 6   | 6    |      | Randy de Puniet  | Kawasaki | 27     | +27.313s   |
| 7   | 14   |      | John Hopkins     | Suzuki   | 27     | +29.243s   |
| 8   | 16   |      | Chris Vermeulen  | Suzuki   | 27     | +34.833s   |
| 9   | 11   |      | Colin Edwards    | Yamaha   | 27     | +35.073s   |
| 10  | 12   |      | Marco Melandri   | Honda    | 27     | +36.971s   |
| 11  | 13   |      | Carlos Checa     | Honda    | 27     | +37.721s   |
| 12  | 10   |      | Anthony West     | Kawasaki | 27     | +38.426s   |
| 14  | 8    |      | Shinya Nakano    | Honda    | 27     | +47.430s   |
| 15  | 9    |      | Sylvain Guintoli | Yamaha   | 27     | +54.324s   |
| 16  | 18   |      | Toni Elias       | Honda    | 27     | +1:10.471s |
| 17  | 15   |      | Makoto Tamada    | Yamaha   | 27     | +1:12.904s |
| 18  | 19   |      | Kurtis Roberts   | KR212V   | 27     | +1:13.020s |
| nc  | 4    |      | Nicky Hayden     | Honda    | 8      | abandono   |
| nc  | 17   |      | Chaz Davies      | Ducati   | 8      | abandono   |

## 250 cc
| Pos | Grid | País | Piloto              | Moto    | Voltas | Tempo      |
| --- | ---- | ---- | ------------------- | ------- | ------ | ---------- |
| 1   |      |      | Jorge Lorenzo       | Aprilia | 25     | 39:25.727s |
| 2   |      |      | Alvaro Bautista     | Aprilia | 25     | +19.634s   |
| 3   |      |      | Andrea Dovizioso    | Honda   | 25     | +19.724s   |
| 4   |      |      | Hiroshi Aoyama      | KTM     | 25     | +19.797s   |
| 5   |      |      | Thomas Luthi        | Aprilia | 25     | +20.066s   |
| 6   |      |      | Julian Simon        | Honda   | 25     | +21.045s   |
| 7   |      |      | Marco Simoncelli    | Gilera  | 25     | +32.960s   |
| 8   |      |      | Shuhei Aoyama       | Honda   | 25     | +33.043s   |
| 9   |      |      | Alex de Angelis     | Aprilia | 25     | +33.051s   |
| 10  |      |      | Yuki Takahashi      | Honda   | 25     | +44.814s   |
| 11  |      |      | Roberto Locatelli   | Gilera  | 25     | +48.733s   |
| 12  |      |      | Jules Cluzel        | Aprilia | 25     | +54.010s   |
| 13  |      |      | Karel Abraham       | Aprilia | 25     | +1:03.218s |
| 14  |      |      | Aleix Espargaro     | Aprilia | 25     | +1:09.368s |
| 15  |      |      | Dirk Heidolf        | Aprilia | 25     | +1:17.807s |
| 16  |      |      | Eugene Laverty      | Honda   | 25     | +1:21.239s |
| 17  |      |      | Fabrizio Lai        | Aprilia | 25     | +1:31.245s |
| 18  |      |      | Taro Sekiguchi      | Aprilia | 25     | +1:33.575s |
| 19  |      |      | Ratthapark Wilairot | Honda   | 25     | +1:33.916s |
| 20  |      |      | Federico Sandi      | Aprilia | 24     | +1 volta   |
| nc  |      |      | Alex Baldolini      | Aprilia | 18     | abandono   |
| nc  |      |      | Imre Toth           | Aprilia | 5      | abandono   |
| nc  |      |      | Efren Vazquez       | Aprilia | 3      | acidente   |
| nc  |      |      | Mika Kallio         | KTM     | 1      | acidente   |
| nc  |      |      | Ho Wan Chow         | Aprilia | 1      | abandono   |
| nc  |      |      | Hector Barbera      | Aprilia | 0      | abandono   |

## 125 cc
| Pos | Grid | País | Piloto                | Moto    | Voltas | Tempo      |
| --- | ---- | ---- | --------------------- | ------- | ------ | ---------- |
| 1   |      |      | Lukas Pesek           | Derbi   | 23     | 38:03.020s |
| 2   |      |      | Joan Olive            | Aprilia | 23     | +0.090s    |
| 3   |      |      | Hector Faubel         | Aprilia | 23     | +0.190s    |
| 4   |      |      | Simone Corsi          | Aprilia | 23     | +0.405s    |
| 5   |      |      | Esteve Rabat          | Honda   | 23     | +0.915s    |
| 6   |      |      | Tomoyoshi Koyama      | KTM     | 23     | +1.315s    |
| 7   |      |      | Mattia Pasini         | Aprilia | 23     | +1.316s    |
| 8   |      |      | Gabor Talmacsi        | Aprilia | 23     | +1.371s    |
| 9   |      |      | Sergio Gadea          | Aprilia | 23     | +1.457s    |
| 10  |      |      | Sandro Cortese        | Aprilia | 23     | +14.652s   |
| 11  |      |      | Pol Espargaro         | Aprilia | 23     | +21.745s   |
| 12  |      |      | Randy Krummenacher    | KTM     | 23     | +22.687s   |
| 13  |      |      | Nicolas Terol         | Derbi   | 23     | +26.491s   |
| 14  |      |      | Mike Di Meglio        | Honda   | 23     | +26.563s   |
| 15  |      |      | Steve Bonsey          | KTM     | 23     | +37.823s   |
| 16  |      |      | Bradley Smith         | Honda   | 23     | +37.981s   |
| 17  |      |      | Joey Lijtens          | Honda   | 23     | +40.406s   |
| 18  |      |      | Lorenzo Zanetti       | Aprilia | 23     | +40.453s   |
| 19  |      |      | Dominique Aergerter   | Aprilia | 23     | +44.271s   |
| 20  |      |      | Andrea Iannone        | Aprilia | 23     | +44.831s   |
| 21  |      |      | Simone Grotzkyj       | Aprilia | 23     | +51.482s   |
| 22  |      |      | Michael Ranseder      | Derbi   | 23     | +1:01.153s |
| 23  |      |      | Roberto Tamburini     | Aprilia | 23     | +1:03.614s |
| 24  |      |      | Dino Lombardi         | Honda   | 23     | +1:18.524s |
| 25  |      |      | Ferruccio Lamborghini | Aprilia | 23     | +1:37.558s |
| 26  |      |      | Glenn Scott           | Aprilia | 22     | +1 volta   |
| nc  |      |      | Stefan Bradl          | Aprilia | 19     | abandono   |
| nc  |      |      | Pablo Nieto           | Aprilia | 17     | abandono   |
| nc  |      |      | Alexis Masbou         | Honda   | 15     | acidente   |
| nc  |      |      | Danny Webb            | Honda   | 13     | acidente   |
| nc  |      |      | Raffaele de Rosa      | Aprilia | 5      | abandono   |